# Leonzio 1909 1991-1992
Questa voce raccoglie le informazioni riguardanti  il Leonzio 1909 nelle competizioni ufficiali della stagione 1991-1992.

## Rosa
| N. |                   | Ruolo | Calciatore            |
| -- | ----------------- | ----- | --------------------- |
|    | Italia (bandiera) | C     | Gaetano Auteri        |
|    | Italia (bandiera) | D     | Gianluca Cannistaro   |
|    | Italia (bandiera) | P     | Enrico Cavalieri      |
|    | Italia (bandiera) | D     | Giampietro Ciriaco    |
|    | Italia (bandiera) | C     | Edmondo De Amicis     |
|    | Italia (bandiera) | C     | Paolo Esposto         |
|    | Italia (bandiera) | C     | Ciro Festa            |
|    | Italia (bandiera) | C     | Rocco Frazzetto       |
|    | Italia (bandiera) | D     | Carmelino Gioffrè     |
|    | Italia (bandiera) | P     | Giovanni Giorgianni   |
|    | Italia (bandiera) | C     | Filadelfo Insauto (I) |
|    | Italia (bandiera) | C     | Massimo Insauto (II)  |
|    | Italia (bandiera) | C     | Rosario Italiano      |

| N. |                   | Ruolo | Calciatore           |
| -- | ----------------- | ----- | -------------------- |
|    | Italia (bandiera) | C     | Marco Marchi         |
|    | Italia (bandiera) | C     | Antonino Messina     |
|    | Italia (bandiera) | D     | Vincenzo Montalbano  |
|    | Italia (bandiera) | D     | Claudio Perdichizzi  |
|    | Italia (bandiera) | D     | Sebastiano Pincio    |
|    | Italia (bandiera) | A     | Giovanni Pisano      |
|    | Italia (bandiera) | C     | Gaetano Rio          |
|    | Italia (bandiera) | A     | Massimiliano Rizzo   |
|    | Italia (bandiera) | A     | Luciano Scolla       |
|    | Italia (bandiera) | D     | Giuseppe Sequenzia   |
|    | Italia (bandiera) | A     | Giuseppe Venticinque |
|    | Italia (bandiera) | A     | Graziano Zani        |